# Foot Ball Club Torino 1906-1907
Questa voce raccoglie le informazioni riguardanti il Foot Ball Club Torino nelle competizioni ufficiali della stagione 1906-1907.

## Stagione
Il Torino nasce il 3 dicembre 1906 nella Birreria Voigt di Torino, in via Pietro Micca. La società è composta da uomini provenienti dalla dissolta Torinese e da un gruppo di dissidenti fuoriusciti dalla Juventus. I colori scelti sono fin dall'inizio il granata e il bianco.
Il gruppo di pionieri del Torino è principalmente composto da svizzeri: elvetico è il principale promotore della nascita del club, Alfred Dick, elvetico è il primo presidente della squadra, Franz Josef Schönbrod. Il primo stadio del Torino è il Velodromo Umberto I, di cui Dick possedeva l'affitto. La prima partita disputata dal Torino è una amichevole del 16 dicembre 1906, contro la Pro Vercelli, che terminerà 3-1 per i granata. Il primo incontro ufficiale è invece del 13 gennaio 1907, ed è il primo derby della Mole contro la Juventus: se lo aggiudicherà il Torino per 2 reti a 1.
Il Torino concluderà al secondo posto il campionato, dopo avere superato le eliminatorie regionali ed essere approdato al girone nazionale: nonostante l'imbattibilità finale, deve classificarsi alle spalle del Milan. I granata daranno anche l'assalto all'importante trofeo della Palla Dapples, ma sarà sempre il Milan a respingere i tentativi del Torino di conquistarlo.

## Divise
| Manica sinistra · Maglietta · Manica destra · Pantaloncini · Calzettoni |

## Organigramma societario
Area direttiva
- Presidente: Franz Josef Schönbrod
- Vice presidente: Alfred Dick
- Segretario: Walter Streule

Area tecnica
- Allenatore:
- Cassiere: Lodovico Custer
- Consiglieri: Federico Ferrari-Orsi, Oreste Mazzia e Hugo Mützell

## Rosa
| N. |                     | Ruolo | Calciatore                     |
| -- | ------------------- | ----- | ------------------------------ |
|    | Italia (bandiera)   | P     | Ademaro Biano                  |
|    | Italia (bandiera)   | P     | Ettore Ghiglione               |
|    | Svizzera (bandiera) | D     | Friedrich Bollinger (capitano) |
|    | Italia (bandiera)   | D     | Eugène De Fernex               |
|    | Italia (bandiera)   | D     | Federico Ferrari-Orsi          |
|    | Italia (bandiera)   | D     | Vittorio Morelli di Popolo     |
|    | Germania (bandiera) | D     | Hugo Mützell                   |

| N. |                        | Ruolo | Calciatore        |
| -- | ---------------------- | ----- | ----------------- |
|    | Italia (bandiera)      | C     | Pietro Pozzi      |
|    | Inghilterra (bandiera) | C     | Arthur Rodgers    |
|    | Italia (bandiera)      | A     | Enrico Debernardi |
|    | Svizzera (bandiera)    | A     | Alfred Jacquet    |
|    | Svizzera (bandiera)    | A     | Hans Kämpfer      |
|    | Svizzera (bandiera)    | A     | Jacques Michel    |
|    | Svizzera (bandiera)    | A     | Walter Streule    |

## Calciomercato
| Acquisti | Acquisti              | Acquisti | Acquisti   |
| R.       | Nome                  | da       | Modalità   |
| -------- | --------------------- | -------- | ---------- |
| P        | Ademaro Biano         | Torinese | definitivo |
| D        | Friedrich Bollinger   | Juventus | definitivo |
| D        | Eugène De Fernex      |          | svincolato |
| D        | Federico Ferrari-Orsi | Torinese | definitivo |
| D        | Hugo Mützell          |          | svincolato |
| C        | Arthur Rodgers        |          | svincolato |
| A        | Enrico Debernardi     |          | svincolato |
| A        | Hans Kämpfer          | Juventus | definitivo |
| A        | Walter Streule        | Juventus | definitivo |

| Cessioni | Cessioni | Cessioni | Cessioni |
| R.       | Nome     | a        | Modalità |
| -------- | -------- | -------- | -------- |

## Risultati

### Prima Categoria

#### Eliminatorie piemontesi
| Arbitro: | Pasteur (Genova) |

|                  |           |                              |
| Borel 88’ (rig.) | Marcatori | 20’ Ferrari-Orsi 60’ Kämpfer |

| Arbitro: | Spensley (Genova) |

|         |           |             |
| Kämpfer | Marcatori | rig.’ Borel |

#### Girone Finale
| Genova 10 febbraio 1907 Girone Finale - 1ª partita | Andrea Doria      | 0 – 0 | Torino | Campo Sportivo di San Gottardo\| Arbitro: \| Spensley (Genova) \| |
| Arbitro:                                           | Spensley (Genova) |       |        |                                                                   |

| Arbitro: | Spensley (Genova) |

|         |           |         |
| Kämpfer | Marcatori | Trerè I |

| Torino 14 aprile 1907 Girone Finale - 4ª partita | Torino | 2 – 0 (tav.) | Andrea Doria | Velodromo Umberto I |

| Arbitro: | Spensley (Genova) |

|               |           |                 |
| Trerè I rig.’ | Marcatori | Kämpfer Jacquet |

### Palla Dapples

#### Finale
| Arbitro: | Pasteur (Genova) |

|                         |           |  |
| Trerè II 22’ Kilpin 29’ | Marcatori |  |

| Arbitro: | Magni (Milano) |

|                          |           |   |
| Trerè II 3’ Kilpin 40’ ? | Marcatori | ? |

- Il torneo prevedeva che in caso di pareggio, la coppa andasse alla squadra detentrice.

## Statistiche

### Statistiche di squadra
| Competizione    | Punti | In casa | In casa | In casa | In casa | In casa | In casa | In trasferta | In trasferta | In trasferta | In trasferta | In trasferta | In trasferta | Totale | Totale | Totale | Totale | Totale | Totale | DR |
| Competizione    | Punti | G       | V       | N       | P       | Gf      | Gs      | G            | V            | N            | P            | Gf           | Gs           | G      | V      | N      | P      | Gf     | Gs     | DR |
| --------------- | ----- | ------- | ------- | ------- | ------- | ------- | ------- | ------------ | ------------ | ------------ | ------------ | ------------ | ------------ | ------ | ------ | ------ | ------ | ------ | ------ | -- |
| Prima Categoria | 9     | 3       | 2       | 1       | 0       | 7       | 2       | 3            | 1            | 2            | 0            | 4            | 3            | 6      | 3      | 3      | 0      | 11     | 5      | +6 |
| Palla Dapples   |       | 0       | 0       | 0       | 0       | 0       | 0       | 2            | 0            | 1            | 1            | 3            | 5            | 2      | 0      | 1      | 1      | 3      | 5      | -2 |
| Totale          | 9     | 3       | 2       | 1       | 0       | 7       | 2       | 5            | 1            | 3            | 1            | 7            | 8            | 8      | 3      | 4      | 1      | 14     | 10     | +4 |

### Statistiche dei giocatori
| Giocatore            | Prima Categoria | Prima Categoria |
| Giocatore            | Presenze        | Reti            |
| -------------------- | --------------- | --------------- |
| A. Biano             | 1               | 0               |
| F. Bollinger         | 5               | 0               |
| E. De Fernex I       | 5               | 0               |
| E. Debernardi I      | 5               | 0               |
| F. Ferrari-Orsi      | 5               | 1               |
| E. Ghiglione         | 4               | 0               |
| A. Jacquet           | 5               | 1               |
| H. Kämpfer           | 5               | 7               |
| J. Michel            | 5               | 0               |
| V. Morelli di Popolo | 1               | 0               |
| U. Mützell           | 5               | 0               |
| P. Pozzi             | 0               | 0               |
| A. Rodgers           | 5               | 0               |
| W. Streule           | 4               | 0               |